# Aichelburg (hrad)
Aichelburg (zvaný také Hrádek) je romantická stavba v katastrálním území Velká Úpa v okrese Trutnov. Stojí na skalnatém úbočí hor Světlé nad řekou Úpou, necelý kilometr západně od osady Temný Důl. Je přístupný po vycházkové trase z Horního Maršova. Hrádek je tvořen kamennou vyhlídkovou věží a přilehlou dřevěnou budovou, ve které je umístěna hradní síň.

## Historie
Hrádek byl vystavěn roku 1863 lesním personálem panství Maršov k poctě zesnulého hraběte Bertholda Aichelburga († 1861), po kterém byl pojmenován. Berthold Aichelburg proslul jako dobrý hospodář a mecenáš východních Krkonoš.
Stavbu hrádku řídil nadlesní Johann Miksch, slavnostně byl hrádek otevřen 9. září 1863. Hrádek byl postaven ve stylu středověkých tvrzí. V původně kamenné síni byla umístěna busta Bertolda Marii Aichelburga. Z nádvoří se po padacím mostě přes příkop vstupovalo do hlavní síně, odkud byla přístupná věž s vyhlídkou. Klenutý sklep sloužil jako stáj pro dva poníky. Součástí hrádku byly krytá lesní střelnice a nějakou dobu také restaurace, při různých slavnostech se na nádvoří a okolních terasách tancovalo.
Odlehlost a obtížná přístupnost hrádku (zejména z oblíbených Janských Lázní) však vedla k zanedbávání údržby. Poté, co v roce 1883 celé panství zakoupil rod Černín-Morzinů již stavba byla opuštěna, začala chátrat a zanikly i přístupové cesty. Došlo i k propadu stropu hradní síně. Busta byla přesunuta do hrobky Aichelburgů v Horním Maršově. Po celé 20. století již byl hrádek popisován jako zřícenina.

## Obnova
Obnovy se ujala v devadesátých letech 20. století Hradní společnost Aichelburg, která byla za tímto účelem založena v roce 1996, přičemž k provedení prvního historického průzkumu došlo v roce 1992. V té době zbyla z původně kamenné stavby kryté dřevěným krovem s šindelovou krytinou jen čtyřboká věž a klenutý sklep. Přístupové cesty byly zničené.
Obnova hrádku byla zahájena v roce 1998 a dokončena v roce 1999. Dne 6. listopadu 1999 byla do hrádku vrácena původní busta Bertholda Aichelburga, vymodelovaná F. Hauptfleischem, sklářem z Temného Dolu. Při obnově nebyl hrádek vrácen zcela do původní podoby. Namísto původní kamenné síně byla nad zachovalým sklepem postavena budova ze dřeva. Stavba byla provedena z příspěvků okolních obcí, Ministerstva životního prostředí i soukromých dárců. Správa KRNAP obnovila dva historické chodníky. V roce 2000 byl hrádek znovu zpřístupněn veřejnosti.
Horním Maršovem, Temným Dolem a úbočím Světlé přes Velké Tippeltovy boudy, Vlašské boudy a Hlušiny vede vycházková trasa Aichelburg doplněná sedmadvaceti informačními panely, která spojuje několik pamětihodností v okolí.

## Neštěstí
Dne 6. července 2010 došlo na hrádku k neštěstí. Propadl se dřevěný mostek pod skupinou svatebčanů, kteří se na něm shromáždili, aby se společně vyfotografovali. Ze sedmnácti lidí se sedm zranilo. Nejvážněji se zranila nevěsta, kterou přepravil do nemocnice vrtulník záchranné služby. Mostek byl vyměněn za ocelový. V roce 2012 byla zproštěna obžaloby jediná obviněná Lenka Klimešová z krkonošského turistického centra, která měla na starosti údržbu hrádku.

## Galerie

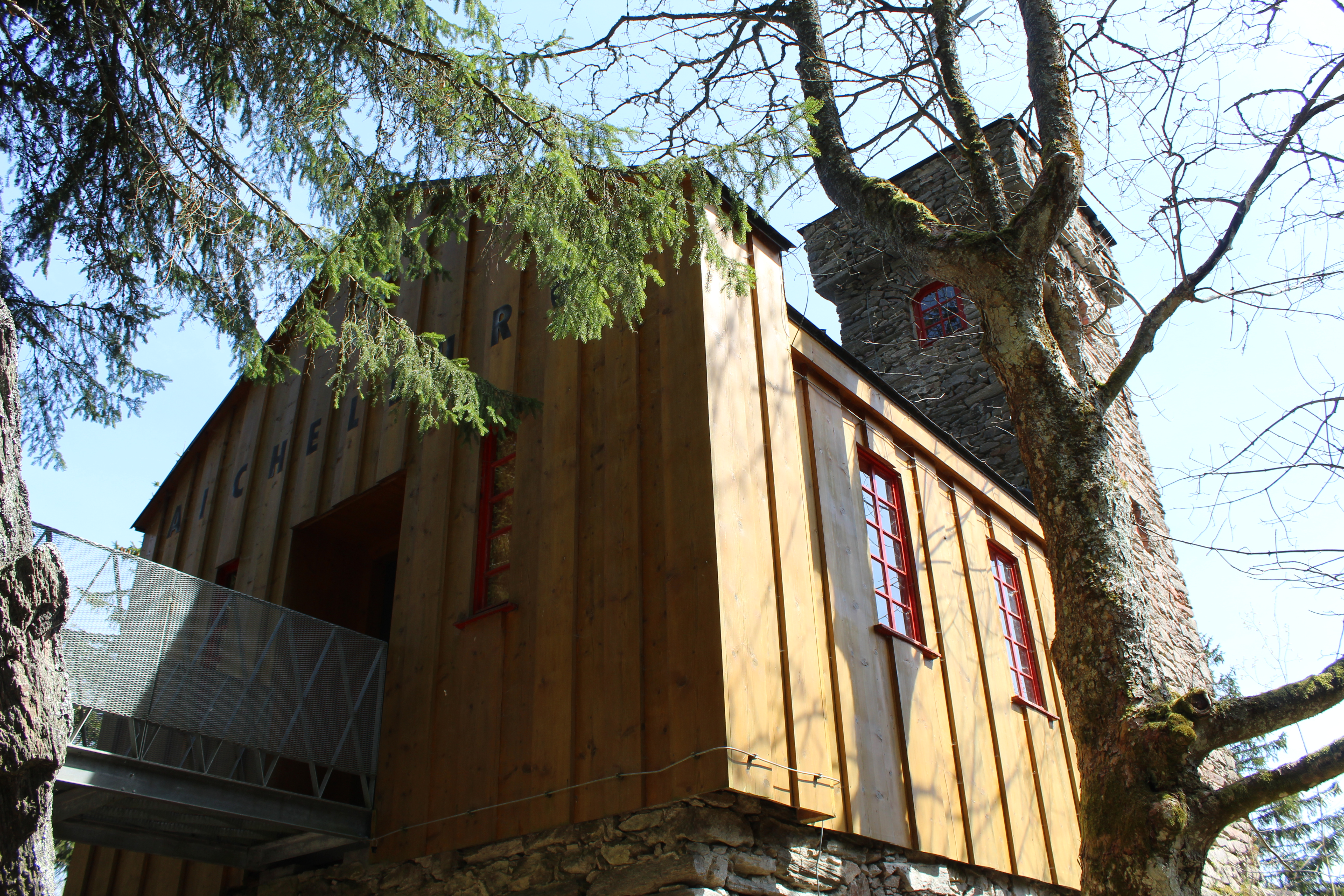
Pohled od jihozápadu
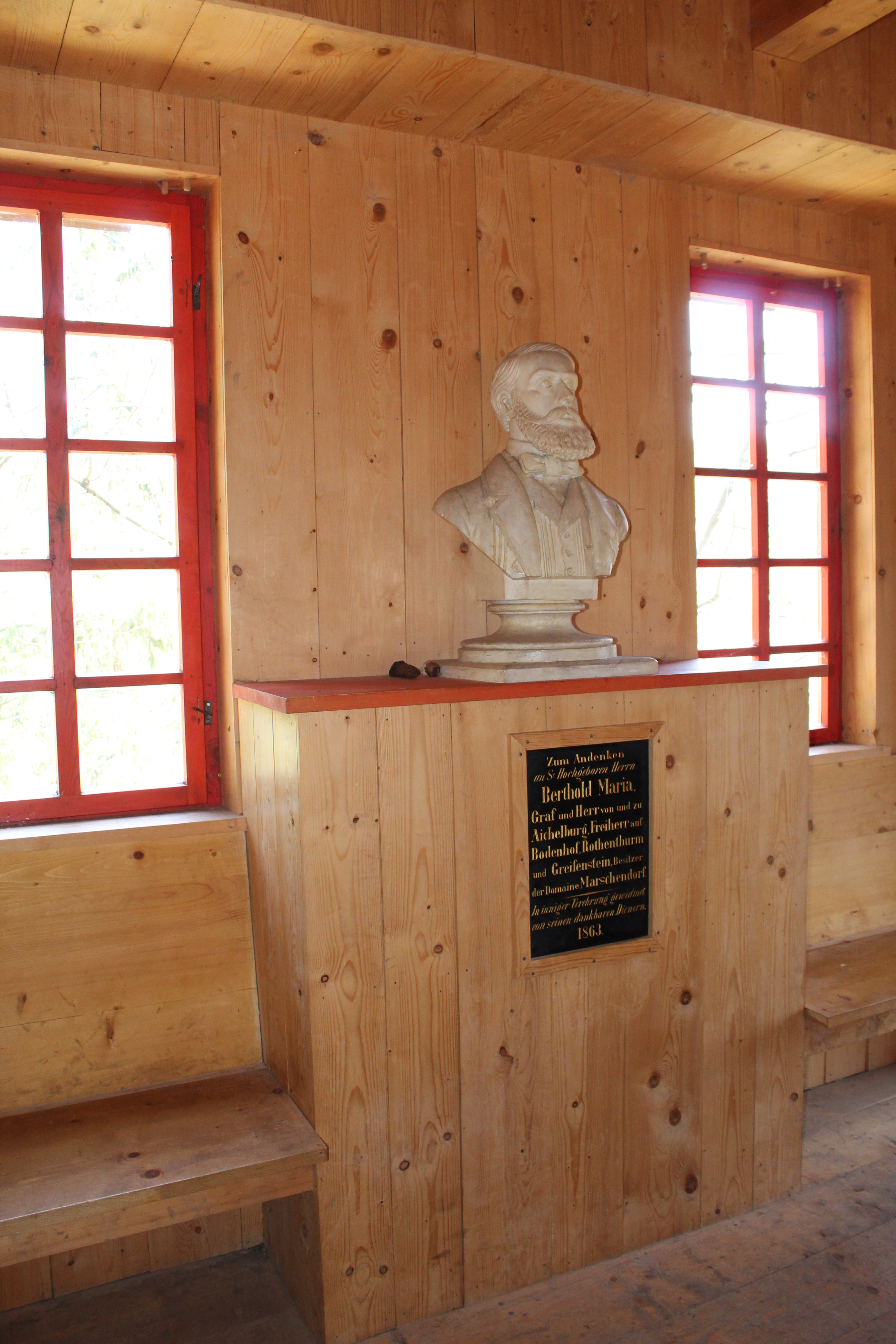
Hrad Aichelburg, interiér, busta Bertholda Marii
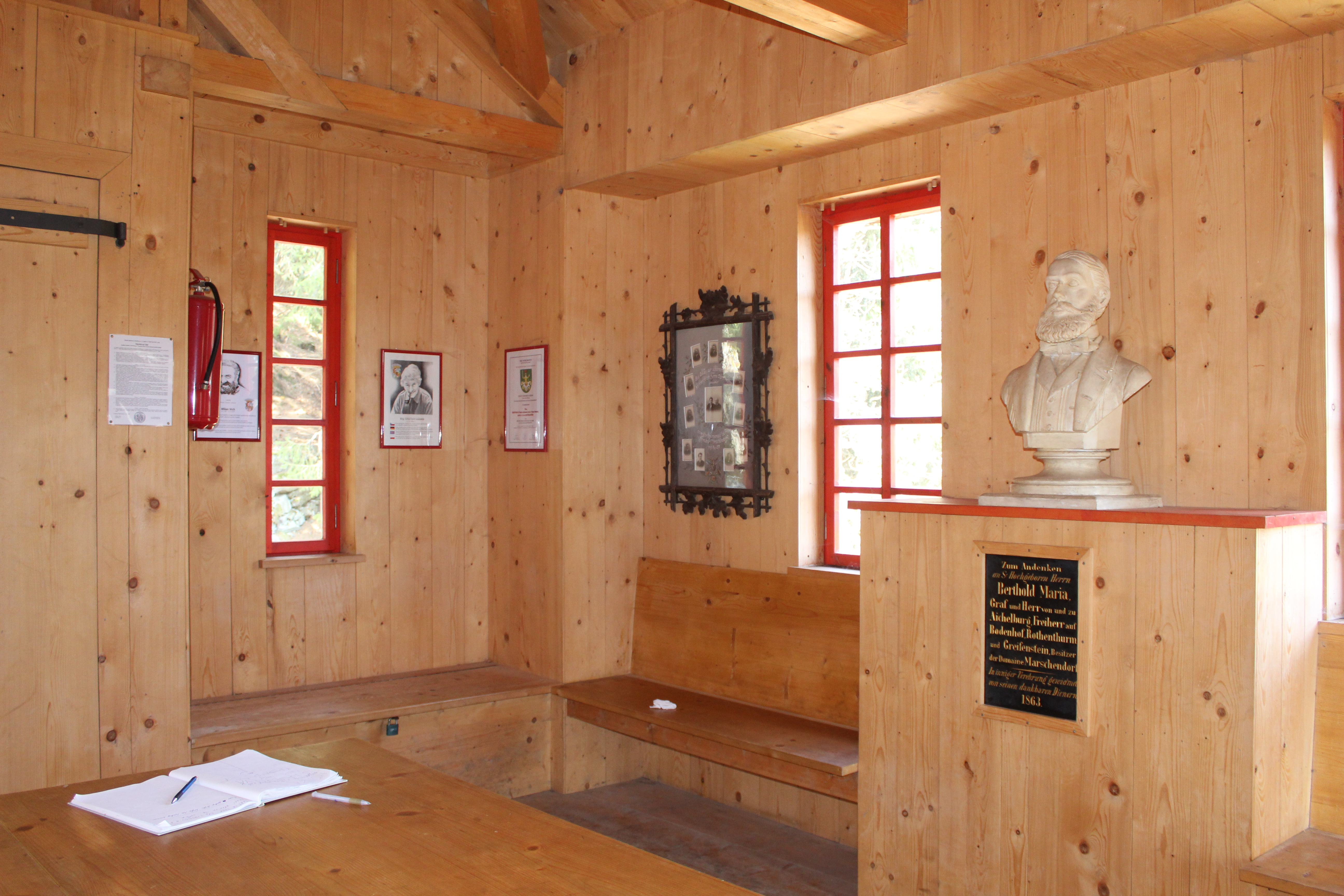
Interiér
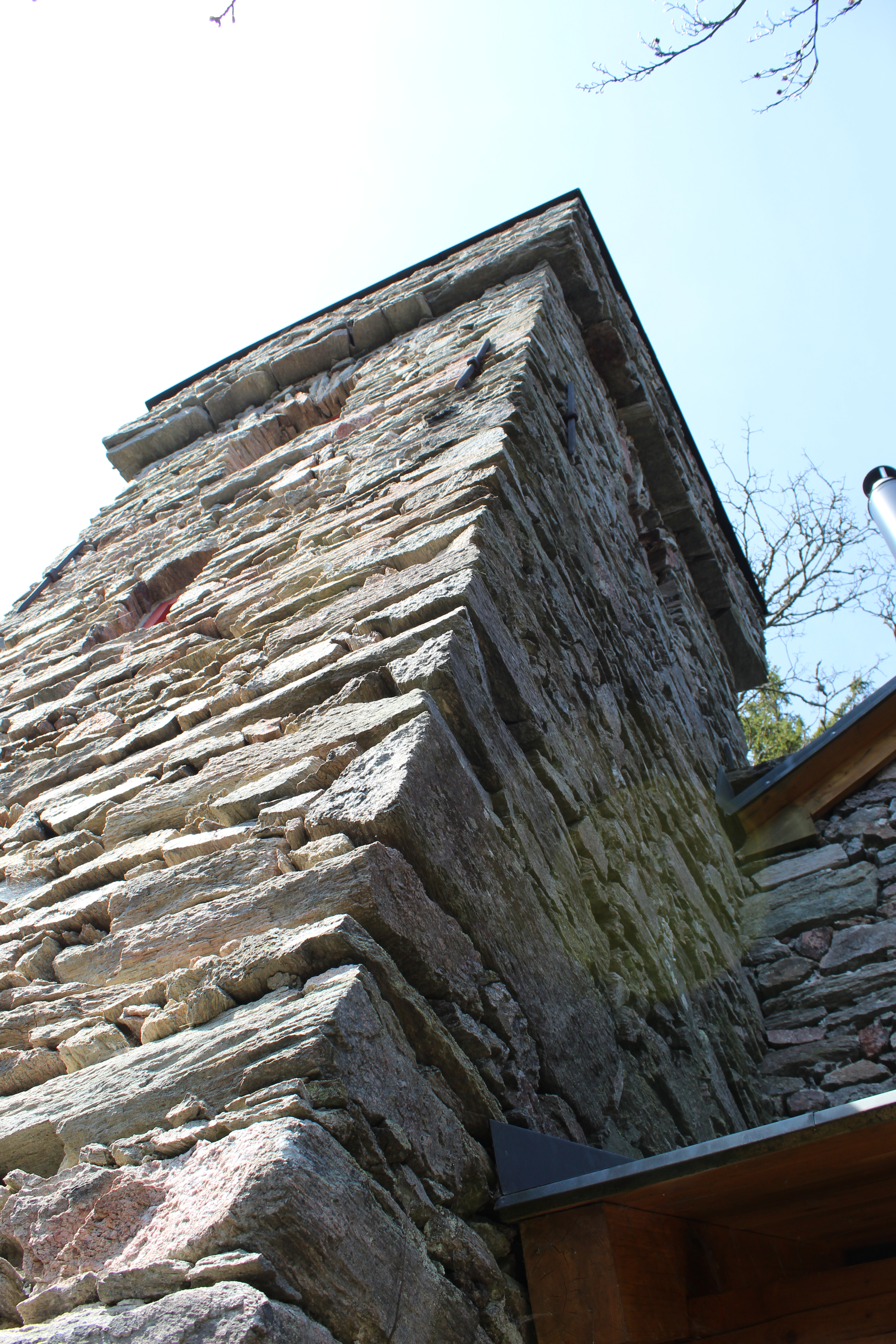
Pohled na věž
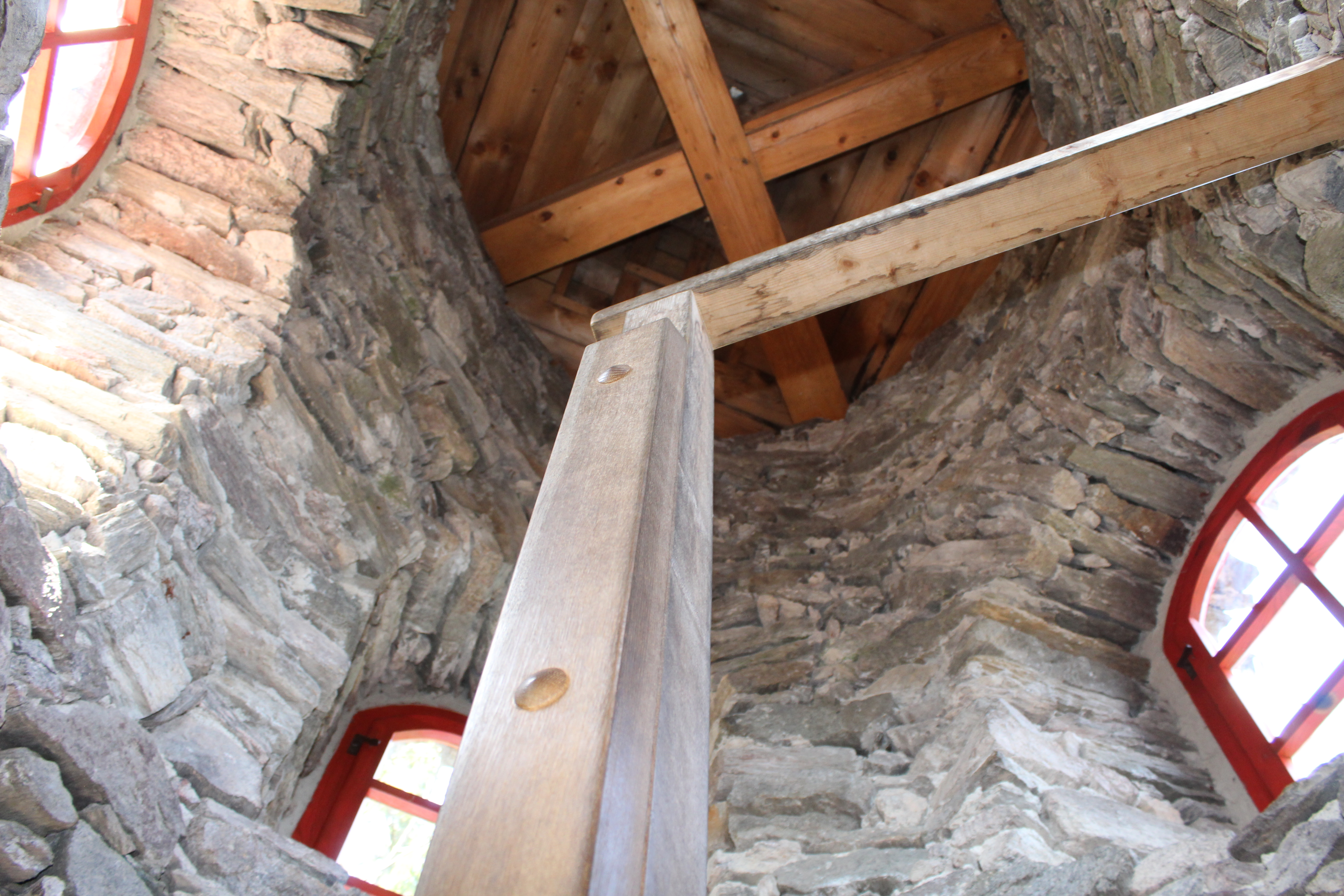
Interiér věže